# Jürgen Kauz
Jürgen Kauz (23 agosto 1973) è un ex calciatore austriaco, di ruolo centrocampista.

## Carriera

### Nazionale
Esordisce il 18 agosto 1999 contro la Svezia (0-0).

## Palmarès

### Club

#### Competizioni nazionali
- Coppa d'Austria: 1

Austria Vienna: 1993-1994